# Kiebitzei (Heraldik)

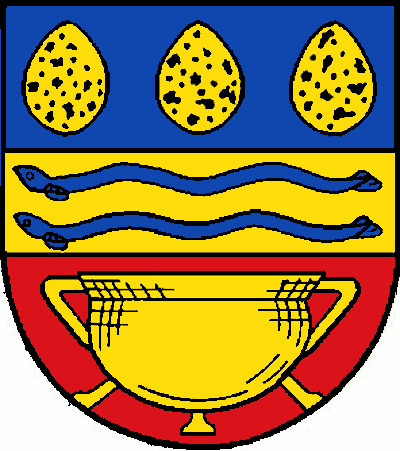
Drei Kiebitzeier im Wappen von Sillenstede

Der Begriff Kiebitzei hat zwei Bedeutungen in der Heraldik. Einmal steht er als Drittname für die Wappenfigur Schachblume und ein andermal für die Eier des Kiebitzes im Wappen.
Die seltene Wappenfigur Kiebitzei war von 1952 bis 1972 im Wappen von Sillenstede. Das Wappen gestaltete der Maler Ludwig Jürgens aus Heidmühle. Durch den Sillensteder Rat wurde am 13. Februar 1950 das Wappen als Hoheitszeichen beschlossen. Der niedersächsischen Minister des Innern bestätigte am 30. Januar 1951 das Wappen. Durch die Eingemeindung galt es bis dahin etwas über 20 Jahre. Am 30. Juni 1972 wurde Sillenstede in die Gemeinde Schortens eingegliedert.
Wappenbeschreibung: Das Sillensteder Wappen war zweimal geteilt. Im blauen Feld 1 drei goldene Kiebitzeier mit naturalistischen Sprenkeln, im goldenen 2. Feld zwei blaue Aale übereinander nach rechts schwimmend und einem roten Feld 3 ein goldener Grütztopf mit zwei Henkel und drei Beinen.